# Џони Хејз
Џон („Џони“) Џозеф Хејз (енгл. John ("Johnny") Joseph Hayes; Њујорк, 10. април 1886 - 25. август 1965) је био амерички атлетичар и контроверзни победник на маратонској трци на Олимпијским играма 1908. одржаним у Лондону.
Рођен је у Њујорку у породици ирских емиграната.
На квалификационом маратону у Бостону 1908. освојио је друго место иза Томаса Морисија и тако се пласирао на Олимпијске игре исте године.
На играма у Лондону Хејз је стигао други, иза Доранда Пјетрија. Пјетри је до самог циља водио, али је потпуно исцрпљен у самом стадиону више пута погрешно скренуо. На крају су га преко циљне линије дословно пренела два службана лица, без његовог захтева за помоћ. Делегација САД се због тога жалила. Пјетри је дискалификован, одузета му је златна медаља и додељена другопласираном Хејзу.
25. новембра 1908, на маратону у Њујорку, Хејз је изгубио од Доранда Пјетрија, а исто се догодило и на трци одржаној 15. марта 1909. године.
Џони Хејз је касније био тренер олимпијске репрезентације САД на Олимпијским играма 1912. одржаним у Стокхолму. а затим је радио као наставник физичког васпитања и продавац хране.